# 梅约纳
梅约纳（法語：Meillonnas，法語發音：[mɛjɔna]）是法国东部安省的一个市镇，属于布雷斯地区布尔格区。

## 地理
梅约纳（46°14'42"N, 5°21'7"E）面积17.74 平方千米，位于法国奥弗涅-罗讷-阿尔卑斯大区安省，该省份为法国东部省份，北起汝拉省，西北接索恩-卢瓦尔省，西接罗讷省和里昂大都会，南至伊泽尔省，东与萨瓦省、上萨瓦省和瑞士接壤。
与梅约纳接壤的市镇（或旧市镇、城区）包括：德龙、雅瑟龙、圣艾蒂安迪布瓦、瓦勒勒韦尔蒙。
梅约纳的时区为UTC+01:00、UTC+02:00（夏令时）。

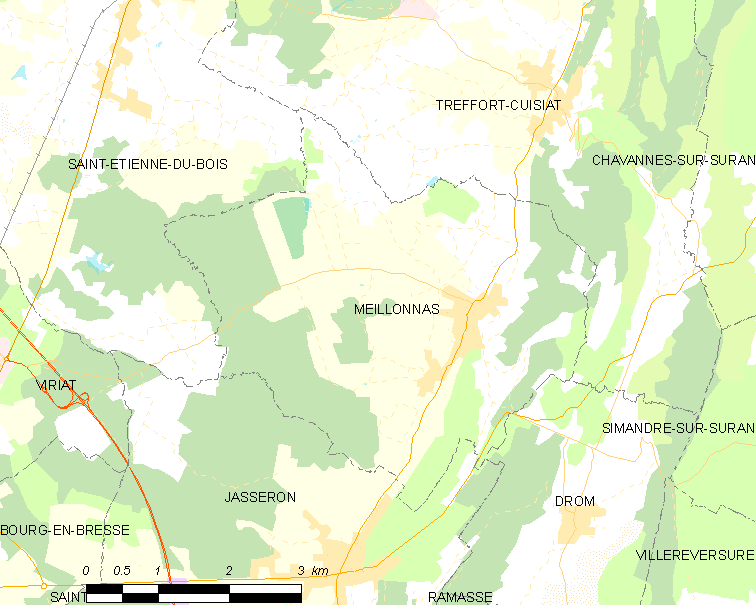
梅约纳的OSM定位图

## 行政
梅约纳的邮政编码为01370，INSEE市镇编码为01241。

## 政治
梅约纳所属的省级选区为圣艾蒂安迪布瓦县。

## 人口

1962-2008年间梅约纳人口变化图示

梅约纳于2022年1月1日时的人口数量为1383人。